# 素万那普站
素万那普站是泰國曼谷机场轻轨（ARL）的一個鐵路車站，此站服務蘇凡納布國際機場。
素万那普站在2010年8月啟用，站體與客運大樓共構，設於地庫B1及B2層。
自2021年起，泰國國家鐵路局將机场轻轨的營運管理權交由Asia Era One公司（AERA1）營運，並將机场轻轨各站加設中文站名以方便旅客。

## 車站構造
| B1 | 售票處   | 1-2號出口、售票機、商店、往诺富特酒店 |
| B2 | 1號月台  | 城市線往帕亚泰站                      |
| B2 | 島式月台 |                                       |
| B2 | 2號月台  | 城市線往帕亚泰站（暫停使用）          |
| B2 | 3號月台  | HST線往玛卡珊站（不使用）             |
| B2 | 島式月台 |                                       |
| B2 | 4號月台  | HST線往玛卡珊站（暫停使用）           |

## 外部連結
- SRT Airport Rail Link official website （英文）